# Моли Рингуолд
Моли Катлийн Рингуолд (на английски: Molly Kathleen Ringwald) е американска актриса, певица и танцьорка, една от членовете на Брат Пак. Участвала е във филмите от 80-те години: „16 свещи“ (Sixteen Candles), „Клуб Закуска“ (The Breakfast Club) и „Красива в розово“ (Pretty in Pink). Отличава се с ярката си, рижава коса. Имала е романтични връзки с друг член на Брат пак – Антъни Майкъл Хол, както и със сина на Франк Запа. Появява се на корицата на Тайм през март 1986 година. VH1 я класира номер едно в списъка на 100-те най-добри млади звезди (100 Greatest Teen Stars).